# Cubillas (Fluss)

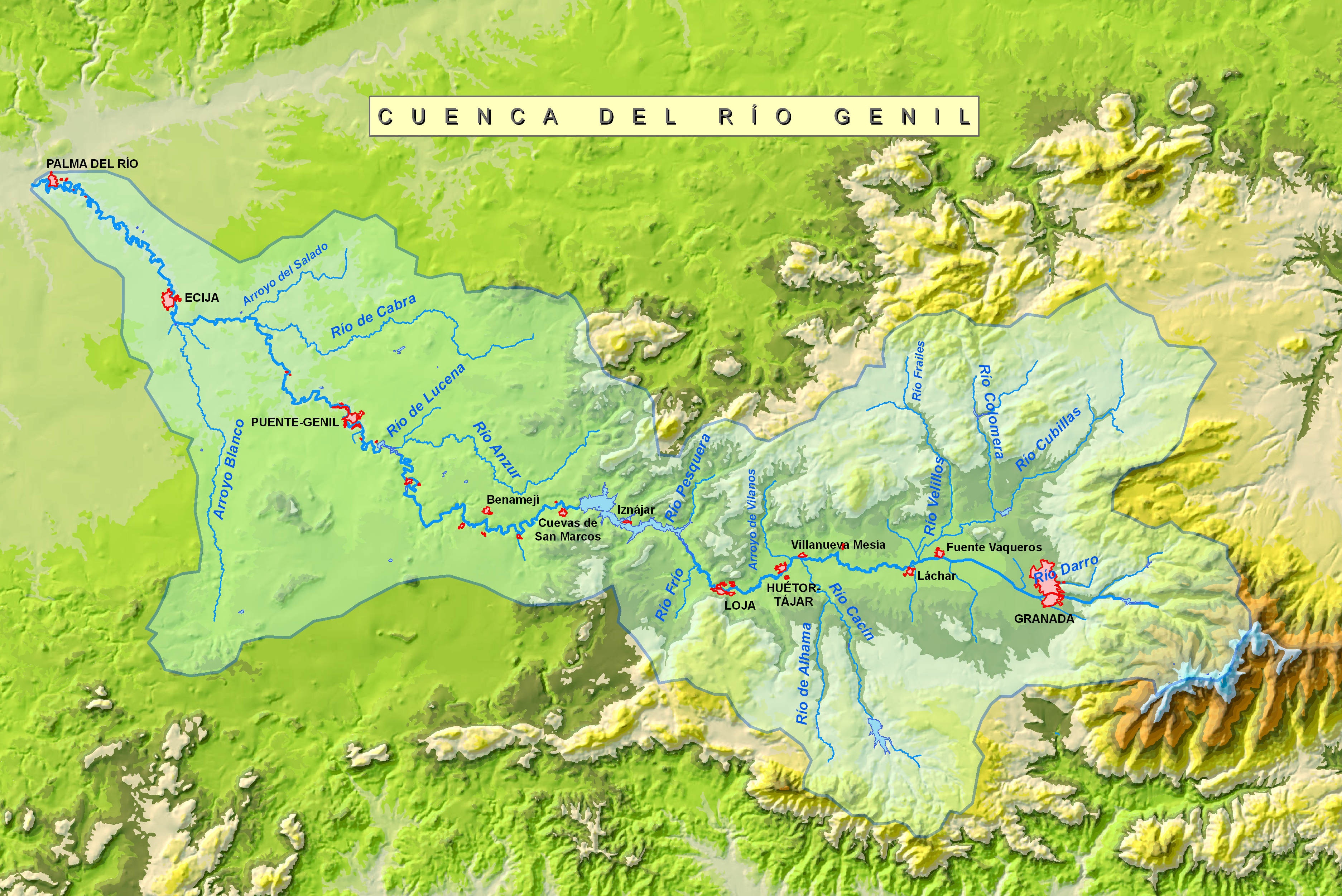
Einzugsgebiet (cuenca) des Río Genil und seiner Nebenflüsse

Der Río Cubillas ist mit seinen ca. 64 km Länge der wichtigste Nebenfluss des Río Genil; er durchfließt den Norden der Provinz Granada in der Autonomen Region Andalusien im Süden Spaniens.

## Verlauf
Der Río Cubillas entsteht aus mehreren Quellbächen (arroyos) in den Bergen der Sierra Arana nordöstlich des Ortes Domingo Pérez de Granada und fließt in südwestlicher Richtung durch die Provinz Granada, bis er schließlich etwa 3 km nordöstlich des Ortes Láchar in den Río Genil mündet.

## Stausee
Der Río Cubillas wird in der im Jahr 1956 fertiggestellten gleichnamigen Talsperre nördlich der Stadt Albolote gestaut; der Stausee ist nur gut 2 km lang und weniger als 1 km breit.